# 国鉄タキ23600形貨車
国鉄タキ23600形貨車（こくてつタキ23600がたかしゃ）は、かつて日本国有鉄道（国鉄）及び1987年（昭和62年）4月の国鉄分割民営化後は日本貨物鉄道（JR貨物）に在籍した私有貨車（タンク車）である。
本形式の後継形式であるタキ23650形についても本項目で解説する。

## タキ23600形
タキ23600形は、液体硫黄専用の35t 積タンク車として1972年（昭和47年）から1993年（平成5年）にかけて35両（コタキ23600 - コタキ23634）が、富士重工業、三菱重工業、日本車輌製造の3社で製作された。
記号番号表記は特殊標記符号「コ」（全長 12 m 以下）を前置し「コタキ」と標記する。
積荷である硫黄は、常温では固体であるが高温になると液体化する性質がある。このため輸送の際には高温化（摂氏145度前後）して運ぶが、この温度はタンク車の中で最も高温であった。
落成時の所有者は、三菱商事、三井物産、日本石油輸送の3社でありその主な常備駅は三重県の塩浜駅、千葉県の甲子駅、神奈川県の東高島駅であった。1988年（昭和63年）3月23日に、三井物産所有車6両（コタキ23608, コタキ23609、コタキ23611、コタキ23622 - コタキ23624）が北硫産業へ名義変更された。
1979年（昭和54年）10月より化成品分類番号「燃41」（燃焼性の物質、可燃性固体、危険性度合2（中））が標記されたが、積荷は積載状態では液体であるため「燃31」（燃焼性の物質、引火性液体、危険性度合2（中））の方が適当と思われるがなぜか「燃41」と標記された。
タンク体材質は、ロットにより違いがあり普通鋼（一般構造用圧延鋼材）製、ステンレス鋼製、溶接構造用圧延鋼材製の3種類があった。普通鋼および溶接構造用圧延鋼材は硫化水素による腐食を防止するの為、いずれも内面にアルミニウムメタリコン処理を施している。タンク体の外周に厚さ200 mmの保温材（グラスウール）と薄鋼板製のキセ（外板）を、内部と弁装置にステンレス製の蒸気加熱管を装備した。
荷役方式は、タンク上部の液出入管からの上入れ、液出管と窒素管使用による上出し方式である。
車体色は黒色、寸法関係は全長は11,300mm、全幅は2,500mm、全高は3,850mm、台車中心間距離は7,200mm、実容積は19.6m3、自重は18.6t、換算両数は積車5.5、空車1.8であり、台車はベッテンドルフ式のTR41C、TR41E、TR213C、TR225である。
1987年（昭和62年）4月の国鉄分割民営化時には18両がJR貨物に継承されたが、2006年（平成18年）5月に最後まで在籍した3両（コタキ23632 - コタキ23634）が廃車となり同時に形式消滅となった。

### 年度別製造数
各年度による製造会社と両数、所有者は次のとおりである。（所有者は落成時の社名）
- 昭和47年度 - 20両
  - 富士重工業 1両 三菱商事（コタキ23600）
  - 三菱重工業 5両 三菱商事（コタキ23601 - コタキ23605）
  - 日本車輌製造 7両 三井物産（コタキ23606 - コタキ23612）
  - 富士重工業 1両 三井物産（コタキ23613）
  - 日本車輌製造 3両 日本石油輸送（コタキ23614 - コタキ23616）
  - 三菱重工業 3両 三菱商事（コタキ23617 - コタキ23619）
- 昭和48年度 - 7両
  - 日本車輌製造 2両 日本石油輸送（コタキ23620 - コタキ23621）
  - 日本車輌製造 3両 三井物産（コタキ23622 - コタキ23624）
  - 日本車輌製造 2両 日本石油輸送（コタキ23625 - コタキ23626）
- 昭和53年度 - 5両
  - 日本車輌製造 5両 日本石油輸送（コタキ23627 - コタキ23631）
- 平成5年度 - 3両
  - 日本車輌製造 3両 日本石油輸送（コタキ23632 - コタキ23634）

## タキ23650形
タキ23650形は、液体硫黄専用の35t 積タンク車として1982年（昭和57年）9月27日に2両（タキ23650 - タキ23651）が、日本車輌製造にてタキ1500形（タキ15588, タキ15592）より改造製作された。
改造内容は、旧タンク体を撤去のうえ新規に製作した内面にアルミニウムメタリコン処理を施した溶接構造用圧延鋼材製のタンク体を搭載した。台枠以下は種車のものをそのまま使用する設計であるためタキ23600形に対して積載効率が悪かった（大型で自重も増えたが積載量は減トン）。
化成品分類番号は「燃41」（燃焼性の物質、可燃性固体、危険性度合2（中））が標記された。
所有者は、日本石油輸送の1社のみであり、その常備駅は、神奈川県の東高島駅であった。その後常備駅は、福島県の郡山駅に変更された。日本石油輸送は、その後液体硫黄輸送車を増車したが、本形式の増備とはならずタキ23600形の新製車とした。
荷役方式は、タンク上部の液出入管からの上入れ、液出管と窒素管使用による上出し方式である。
車体色は黒色、寸法関係は全長は13,700mm、全幅は2,600mm、全高は3,784mm、台車中心間距離は9,600mm、実容積は19.1m3、自重は19.8t、換算両数は積車5.5、空車2.0であり、台車はベッテンドルフ式のTR41Cである。
1987年（昭和62年）4月の国鉄分割民営化時には全車がJR貨物に継承されたが、2004年（平成16年）9月に全車一斉に廃車となり同時に形式消滅となった。